# Indra Swara
Indra Swara  (Gamelan Indra Swara) es un grupo de promoción al arte y la cultura de Indonesia en México. El cual tiene sus orígenes en diciembre de 2002. Está en su mayoría conformado por jóvenes mexicanos, amantes de las artes asiáticas y particularmente las de Indonesia. Algunos de sus integrantes han tenido la oportunidad de realizar sus estudios directamente en las islas de Java y Bali a través del programa de Becas Darmasiswa ofrecido por parte del gobierno de Indonesia.

## Formación
Su fundación se remonta a la primavera del 2002, cuando su fundador, Fitra Ismu Kusumo recién había llegado a México. Viendo que al gamelán de la Embajada de Indonesia no se le daba un uso como tal, sino que estaba como mero objeto decorativo en exhibición, junto con los ex Darmasiswa Miguel Piñeda y Carolina Malgarego deciden intentar aprovechar y darle uso al gamelán slendro javanés propiedad de la Embajada; todo esto con el permiso del Sr. Hendrar Pramudyo, Agregado Cultural de la Embajada de Indonesia en México en aquel entonces, y desde luego, con el apoyo del Sr. Embajador en aquel momento, el Excmo. Sr. Ahwil Luthan. El Sr. Hendrar Pramudyo da la autorización para que tomen prestado temporalmente algunos de los instrumentos del gamelán de la embajada para ensayar en el domicilio de Miguel Piñeda y Carolina Malgarego.
Durante el verano de ese año regresan de Indonesia otros compañeros Darmasiswa: Ilse Peralta y Shawn Callahan (estadounidense). Shawn, Fitra, Miguel, Carolina e Ilse se habían conocido desde el año 2000 en Indonesia. Ilse Peralta regresa a México con la idea de formar un grupo de arte y cultura de Indonesia al cual llama Majapahit, con base en sus estudios de danza balinesa; mientras que Fitra Ismu se queda con el concepto de gamelán y aprovechando el gamelán que tiene la embajada de su país, invita a las escuelas de música en la Ciudad de México, haciendo extensiva está invitación a los estudiantes de las mismas para juntos aprender a tocar el gamelán. En ese entonces se integran Emilio Esteban, Zianya Nandayapa, Iván Flores Morán y demás jóvenes para aprender a tocar el gamelán.
Esteban había tomado un curso corto de gamelan impartido en México por el Maestro Nyoman Wenten en el año 2000. Ese mismo verano del 2002 se concreta el grupo de gamelan Indra Swara en la Embajada de Indonesia en México, teniendo como fecha de lanzamiento el sábado 14 de diciembre de 2002 dentro del marco del evento del Bazar ANSEA (Asociación de Naciones del Sudeste Asiático). Esa fecha también se considera la fecha en la que por vez primera el Gamelan Javanés Slendro de la Embajada es usado en público.

## Trayectoria

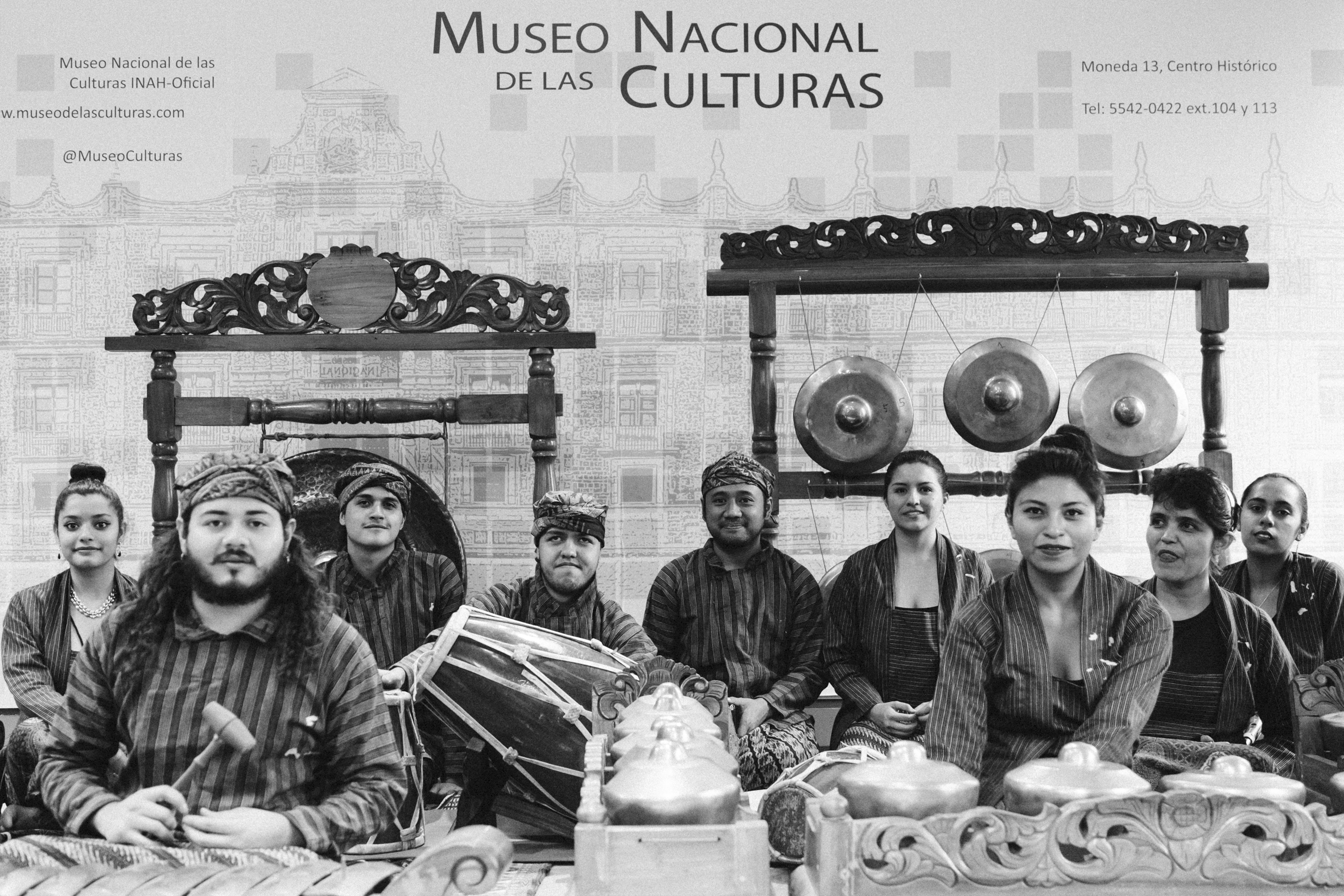
Gamelan en México grupo Indra Swara en el Museo Nacional de las Culturas, Ciudad de México.

El objetivo principal de agrupación es proporcionar un espacio para dar a conocer y promover el milenario arte y la cultura de INDONESIA a través de un grupo musical de orquesta de gamelan en México y sus alrededores. En el 2005 Indra Swara logra conseguir su propio gamelán después de que, a partir de marzo de 2003, Fitra Ismu junta suficiente dinero para su compra y su flete desde Java Indonesia hasta la Ciudad de México. Esto se consigue desde luego con el apoyo administrativo por parte de la Embajada de Indonesia en México, aprovechando las facilidades con las que cuenta su cuerpo diplomático.
En febrero del 2007 bajo la dirección de Emilio Esteban, el grupo logra lanzar su primer disco, lo que se considera un gran logro para el grupo. Asimismo se logran montar obras tanto de música como de sendra tari (teatro con gamelán y danza tradicional) con el apoyo incondicional de Camilo García y de Katherine Ziggler (Kate Asmara), ambos ex Darmasiswa del periodo 2004-2008.
Entre el invierno de 2009 hasta la primavera de 2011, bajo la coordinación de Fitra Ismu, se logró hacer que los instrumentos del  gamelan javanés se enseñaran en una escuela de música; esto fue realizado en el Centro Cultural Ollin Yoliztli, y la oportunidad fue brindada por uno de los directores del Centro, el Sr. Francisco Becerra Maza. Quienes impartieron las clases de gamelan fueron Esteban Gonzales, Huitzilin Sanchez y así mismo Fitra Ismu, tomando prestado el gamelan javanés pelog slendro estilo Surakarta de la embajada de Indonesia en México. El programa de enseñanza de gamelan en esta escuela se tuvo que parar por falta de patrocinio.
Lo que hace único a Indra Swara es que es el único ensamble en México que cuenta con la instrumentación completa propia de un gamelán, es decir, una orquesta de percusiones de metal. El gamelán es considerado la tradición musical emblemática originaria de Indonesia, cuyo deleite también radica en la presencia estética de sus instrumentos integrantes. El grupo también utiliza otro gamelán propiedad de la Embajada de Indonesia en México, tanto para ensayos como para presentaciones. En el 2015 el grupo percusionista Mexicano Tambuco, con 4 nominaciones al Grammy, tomó prestado el gamelán de Indra Swara (su conjunto de gamelán degung Barudak) para presentar la obra de Lou Harrison Threnody for Carlos Chávez en el marco del Festival del Centro Histórico durante la primavera de 2015, por la misma razón de que en aquel tiempo era el único conjunto de gamelán degung en América Latina.

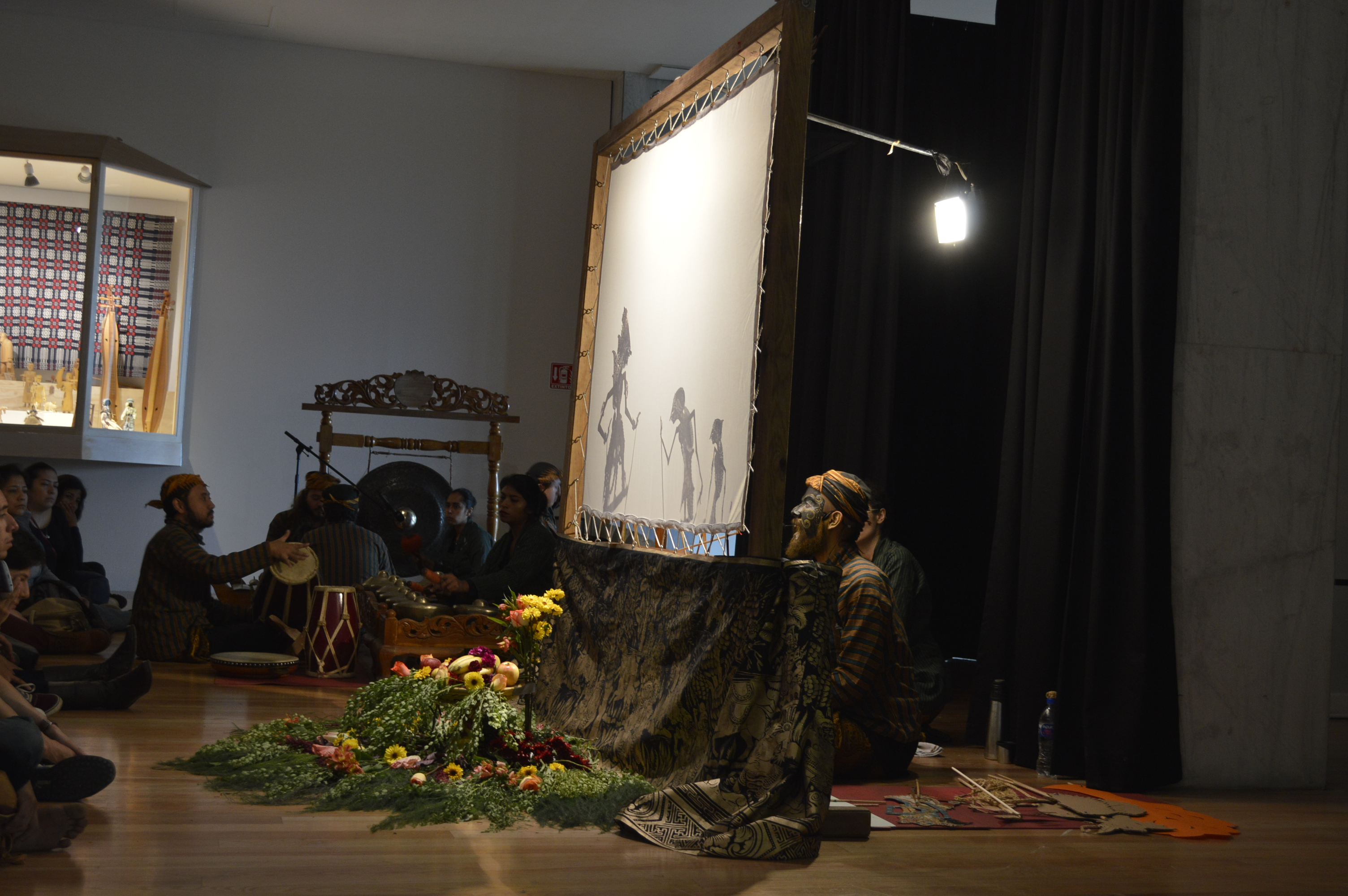
Wayang kulit en el Centro Cultural Universitario Tlatelolco, UNAM, Ciudad de México.

En 2014 el Grupo Indra Swara forma una nueva división que incluye su conjunto de gamelán degung el cual llama Gamelan Barudak, ya que un compañero del grupo, Daniel Milán, regresa a México en 2014 después de casi 5 años de estar aprendiendo el arte de gamelán degung en Java Oeste, Indonesia.
En ese mismo año también se presenta la primera obra de títeres de sombra de Indonesia (wayang kulit) y se forma la división especial para presentar obras de títeres. Desde entonces Indra Swara se amplía y además de promover el gamelán/música y la danza (lo cual ya venía haciendo desde antes), también empieza a promover el arte de los títeres de Indonesia.
Indra Swara ha contado con la asesoría de dos profesores de música y danza: el etnomusicólogo y bailarín balinés Bapak I Nyoman Wenten y el etnomusicólogo javanés Bapak Joko Walujo, ambos maestros de arte indonesio en el Instituto de las Artes de California (CALARTS) en Los Ángeles, California quienes en 2003, 2005 y 2014 visitaron México para impartir cursos cortos y dar presentaciones. De igual manera, la maestra Jody Diamond, artista residente del departamento de música de la Universidad de Harvard visitó México para impartir cursos de gamelan. Dentro de la danza, el grupo ha contado con la asesoría de la maestra Irawati Durban Ardjo, especialista en el estilo sundanés (Java Occidental), quien visitó México en el 2005.

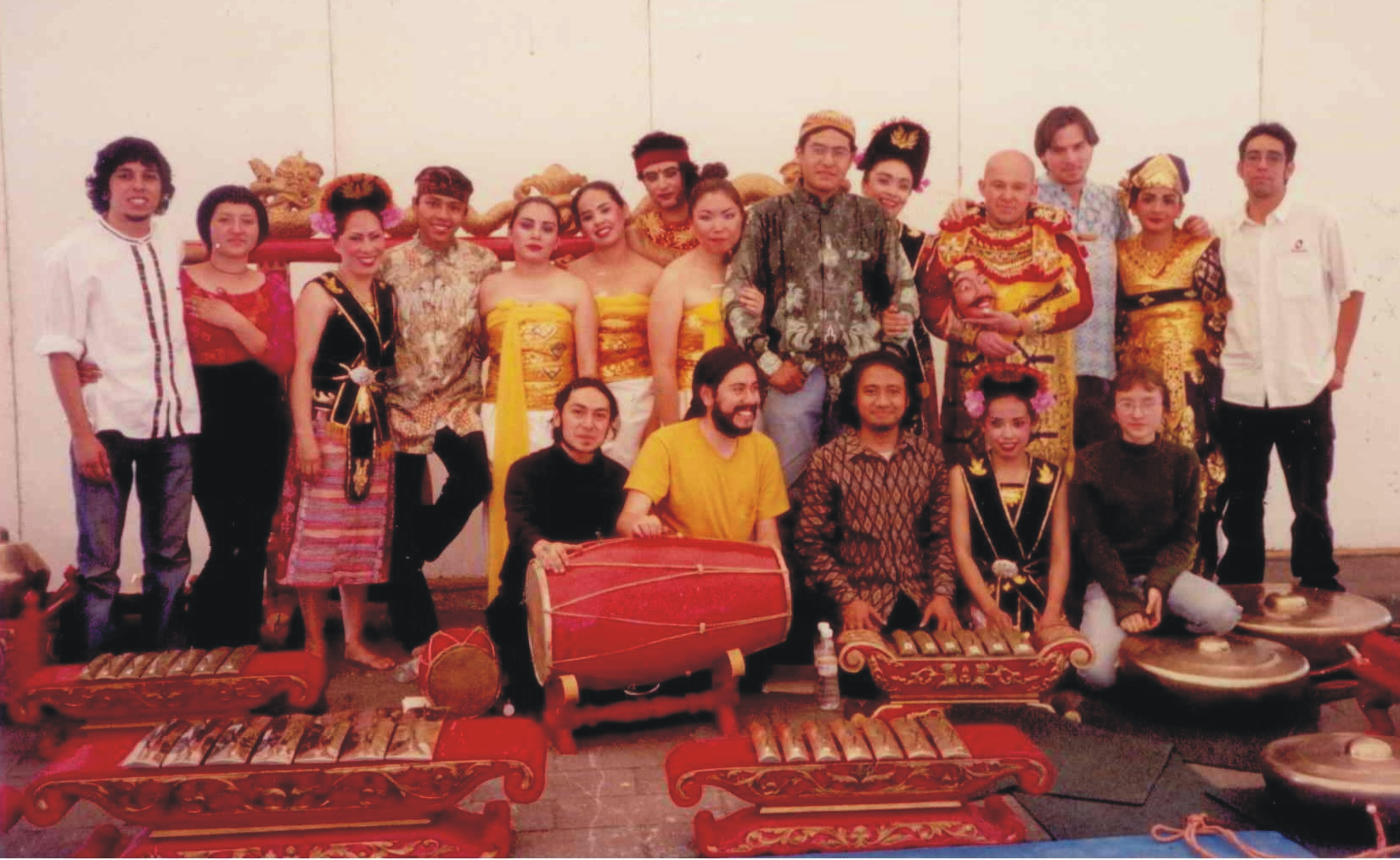
Gamelan en México grupo Indra Swara en el 2003 Ciudad de México.

Asimismo, un grupo de Jazz muy famoso de Indonesia, Krakatau, durante su visita para participar en el Festival Internacional Cervantino 2008 en Guanajuato, obsequió a Indra Swara, a través de su director, el Maestro Dwiki Dharmawan, varios Instrumentos tradicionales de Indonesia. En 2012 también visitó México el grupo de músicos de la corte del palacio Mangkunegaran para su participación en el Festival Cervantino 2012 y los músicos obsequiaron a Indra Swara varios títeres de sombras, conjuntos de telas y equipo para presentaciones de títeres de sombra Wayang kulit.
Indra Swara se ha preocupado por realizar eventos que, además de incluir la música, la danza y el teatro de sombras, exhiban una muestra integral del arte indonesio: exposición plástica (escultura, pintura y telas batik), fotografía y gastronomía. Indra Swara está convencido de que el alto contenido estético, la tradición ancestral y el sentir humano de Indonesia deben ser compartidos con el mayor público posible tanto en los escenarios de la Ciudad de México como en las diversas regiones, también de inigualable riqueza cultural, del resto del territorio mexicano.

En el 2003 Fitra Ismu empieza a laborar en la Embajada de Indonesia en México como asistente del agregado cultural de ese cuerpo diplomático, lo que facilita mucho el movimiento del grupo sobre todo para buscar y tener eventos con el apoyo de la embajada como parte de la estrategia de promoción cultural del país en México. En 2004 regresa Emilio Esteban de Indonesia (después de haberse ido con el programa de beca Darmasiswa) y en 2005 llegan los instrumentos de gamelan pelog de Indonesia propiamente del grupo. Se da una regeneración en la cual Emilio Esteban se vuelve director del grupo (2005-2013) y Fitra Ismu se queda como fundador y aprovechando su posición en la embajada (donde labora hasta 2012) funge también como promotor del grupo (desde 2005 hasta el día de hoy).
| Número | Director                              | Fecha de inicio      | Termina             |
| ------ | ------------------------------------- | -------------------- | ------------------- |
| 1      | Fitra Ismu Kusumo                     | agosto de 2002       | agosto de 2005      |
| 2      | Emilio Esteban Gonzáles Alfonzo       | agosto de 2005       | marzo de 2013       |
| 3      | Luis Alberto León Santillán           | marzo de 2013        | agosto de 2014      |
| 4      | Tomasz Matlingiewicz (dir. artístico) | enero de 2013        | abril de 2014       |
| 5      | Lourdes Noemí Nava Jiménez            | agosto de 2014       | 27 de marzo de 2015 |
| 6      | Fitra Ismu Kusumo                     | 27 de marzo de 2015  | a la fecha          |
| 7      | Brandon Hubert Yu (dir. artístico)    | 17 de agosto de 2017 | a la fecha          |

## Logo
A lo largo del tiempo el logo del grupo ha usado la idea de Iván Flores Morán, uno de los primeros integrantes del grupo, la cual viene a ser la flor de Wijaya Kesuma (Epiphyllum anguliger) que lleva el apellido del fundador del grupo Fitra Ismu Kusumo. El logo fue elaborado por Fitra Ismu y Eduardo Zendejas a partir de la idea de Iván Flores. Así como Emilio Esteban hizo en 2003, Iván Flores Morán en el 2004 tomó la beca de Darmasiswa para aprender el arte de música de Indonesia.

## Divisiones y conformación del grupo
Indra Swara se originó con un conjunto de gamelán slendro javanés de Indonesia, y desde el 2002 y a lo largo del tiempo ha ido adquiriendo más materiales de Indonesia con la idea principal de promover Indonesia en México y entre los hispanohablantes. Desde su fundación, Indra Swara ha adquirido varios instrumentos tradicionales de Indonesia como son hasapi, gendang melayu, varios tipos de flautas, rebab, kacapi y unos sasando.
Hoy por hoy las divisiones (conformación) del grupo son: 
1. el Gamelán pelog javanés Humo del Tiempo/Nyi Asep Mangsa;[25][26] y desde 2014 se activó la división de
2. el Gamelán degung sundanés Barudak[27][28][29][30]

Indra Swara empezó a adquirir títeres desde el 2007, y hasta el 2010 se logró comprar una caja de títeres de sombra de Java con 180 personajes; aunque ésta sigue en Indonesia por falta de fondos para traerla a México. Desde 2014, las presentaciones de música de gamelán y de danza se ampliaron para incluir el arte de los títeres de Indonesia, títeres de sombra (Wayang kulit),  y títeres de madera (Wayang golek). Esa estrategia ha resultado efectiva pues desde 2014 los mexicanos han tenido oportunidad de conocer más sobre Indonesia a través de estas presentaciones de títeres, además de que le han brindado al grupo más oportunidades de presentarse ante el público. Indra Swara tiene la intención de crear más divisiones y conceptos de presentación del arte, puesto que cada vez se requiere de una mayor innovación y creatividad para promocionar el arte y la cultura de Indonesia en el mundo hispanoparlante. 
Uno de los esfuerzos del grupo Indra Swara de promover el arte de los títeres de Indonesia ha sido a través de la donación por parte del grupo de varios títeres a los museos de títeres de México, como son el Museo Historia de Títeres en el Estado de México y el Museo Casa del Títere en Puebla. Además, Fitra Ismu, durante el periodo 2005-2007, ya había fungido como facilitador de donaciones que hizo la Embajada de Indonesia en México a varias instituciones en México, incluyendo el Museo Nacional de las Culturas de la Ciudad de México.

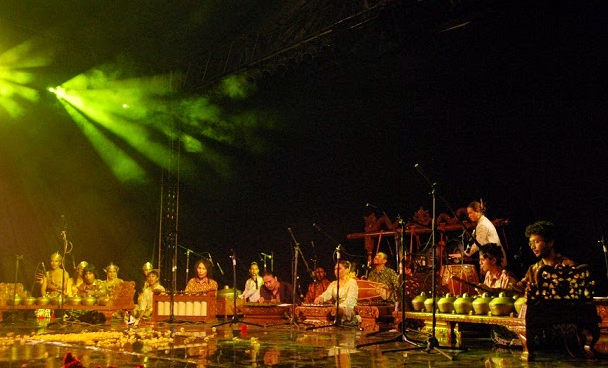
Gamelan Humo del Tiempo
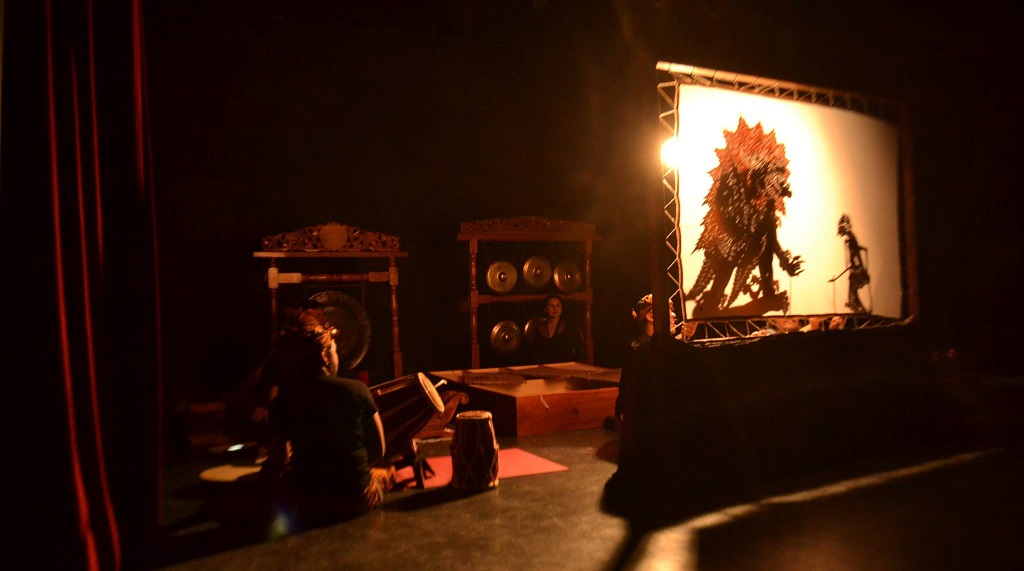
Gamelan Barudak
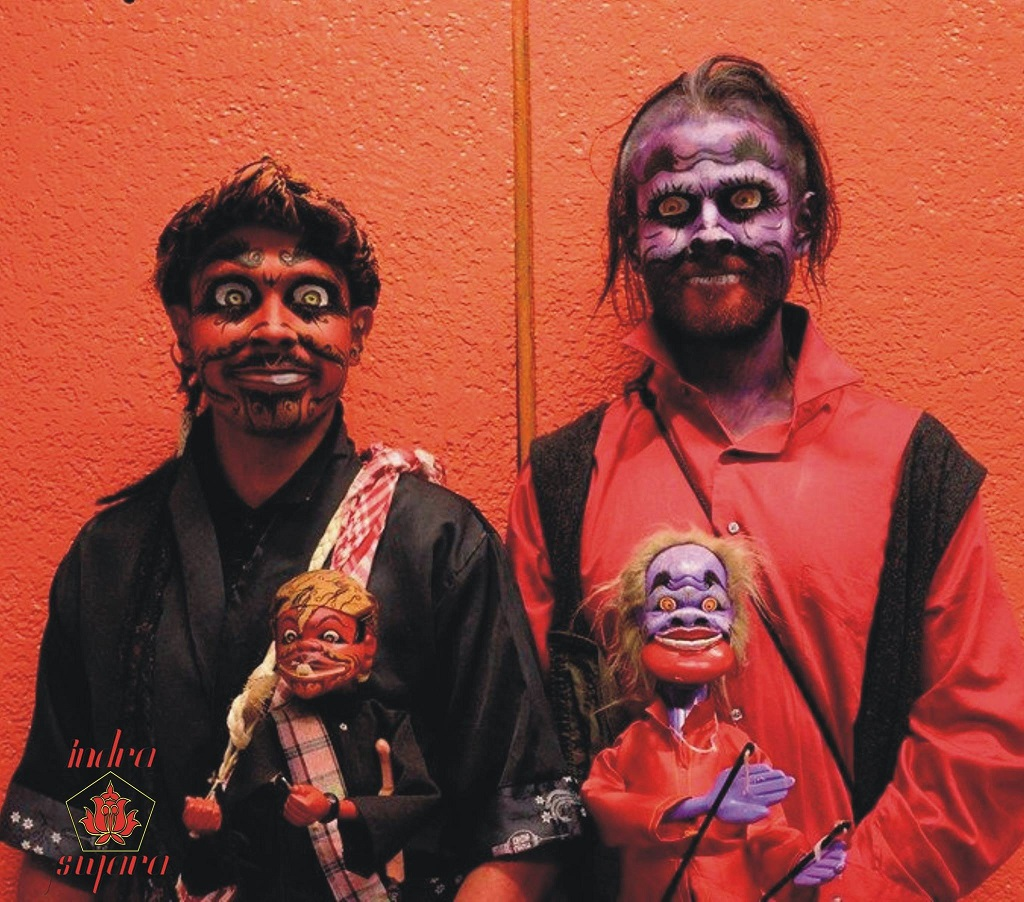
Wayang golek
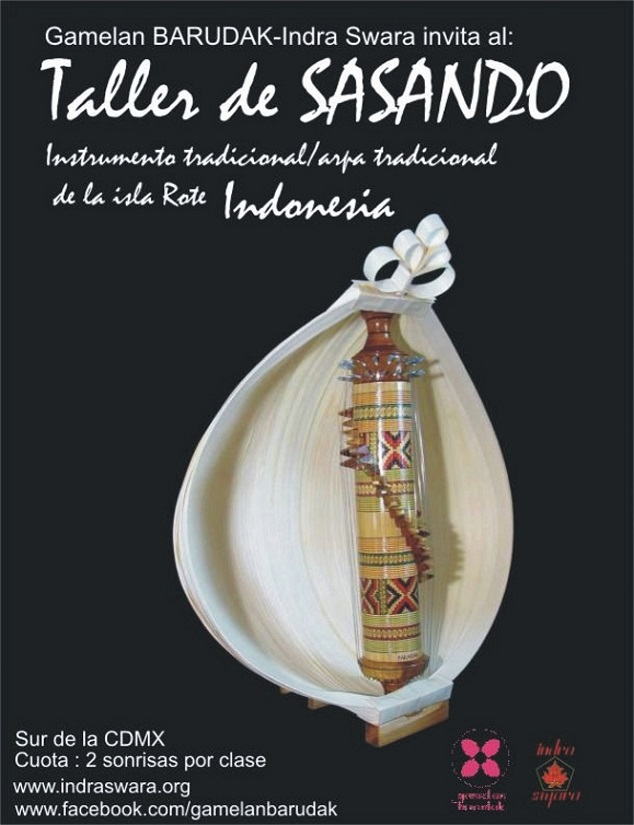
Sasando en México

## Libros

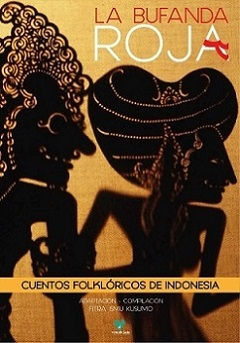
Cuentos folclóricos de Indonesia
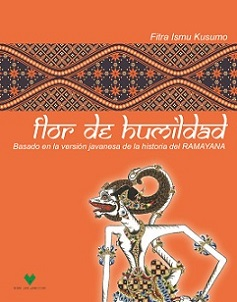
Flor de Humildad, otra versión de Ramayana

Estos son usados como material que sirve de base para sus presentaciones de títeres o cuentacuentos:
1. Flor de Humildad-historia javanesa del Ramayana
2. Cuentos Folklóricos de Indonesia[44]

## Discografía
1. El Sabor del Dorado
2. La Flor de Humildad[45]

## Reportajes televisivos
1. «Perfil del grupo Indra Swara NET TV Indonesia». Muslim Traveler. Transcripción. Yakarta: NET TV Indonesia. 11 de junio de 2016.
2. «Sobre el arte de títeres e Indra Swara». FORO TV Noticias. Transcripción. Ciudad de Mexico: Televisa. 27 de noviembre de 2014.
3. «Programa Inspirasi/personaje que inspira». NET12. Transcripción. Yakarta: NETTV Indonesia. 18 de julio de 2016.
4. Rodrigo Medina (6 de junio de 2017). «Clip de Museo Nacional de las Culturas sobre Indra Swara». Video Corto Museo Nacional de las Culturas. Transcripción. Ciudad de Mexico: Museo Nacional de las Culturas.
5. «Reporte Noticias donación de wayang al Museo Historia de títeres». Noticiero Reporte Noticias. Transcripción. Estado de Mexico: RN. 3 de marzo de 2016.
6. «Presentación de títeres de sombras en Tlaxcala». Sistema Noticieros. Cultura. . Transcripción. Talxcala: Sistema de Noticias Tlaxcala. 28 de mayo de 2014.
7. «Exposición seminario sobre el arte de títeres en Indonesia en Tlaxcala». Sistema Noticieros. Transcripción. Tlaxcala: Sistema Noticias Tlaxcala. 5 de septiembre de 2014.
8. «Hobbi Yang Mendunia». Laptop Si Unyil. Transcripción. Yakarta: TRANS7 Indonesia. 20 de noviembre de 2018.